# روبرت باري
روبرت باري (بالإنجليزية: Robert Barrie)‏ هو مستكشف أمريكي، ولد في 5 مايو 1774 في سانت أوغسطين في الولايات المتحدة، وتوفي في 7 يونيو 1841 في إنجلترا في المملكة المتحدة.